# کریستین لارسون-میسون
کریستین لارسون-میسون (انگلیسی: Christine Larson-Mason؛ زادهٔ may ۲۱, ۱۹۵۶ (۶۸ سال)) ورزشکار هاکی روی چمن اهل ایالات متحده آمریکا است.
وی در مسابقات کشوری و بین‌المللی در مجموع برندهٔ ۱ مدال برنز شده‌است.